# جانغ يي يون
جانغ يي يون (بالكورية: 장예은)‏ هي مغنية وكاتبة أغاني ومغنية راب كورية جنوبية، ولدت يوم 10 أغسطس 1998 في دونغداتشيون في كوريا الجنوبية.

## روابط خارجية
- Jang Ye-eun على موقع IMDb (الإنجليزية)
- Jang Ye-eun على موقع ميوزك برينز (الإنجليزية)
- Jang Ye-eun على موقع أول ميوزيك (الإنجليزية)
- Jang Ye-eun على موقع ديسكوغز (الإنجليزية)
- Jang Ye-eun على موقع قاعدة بيانات الفيلم (الإنجليزية)